# Germignaga

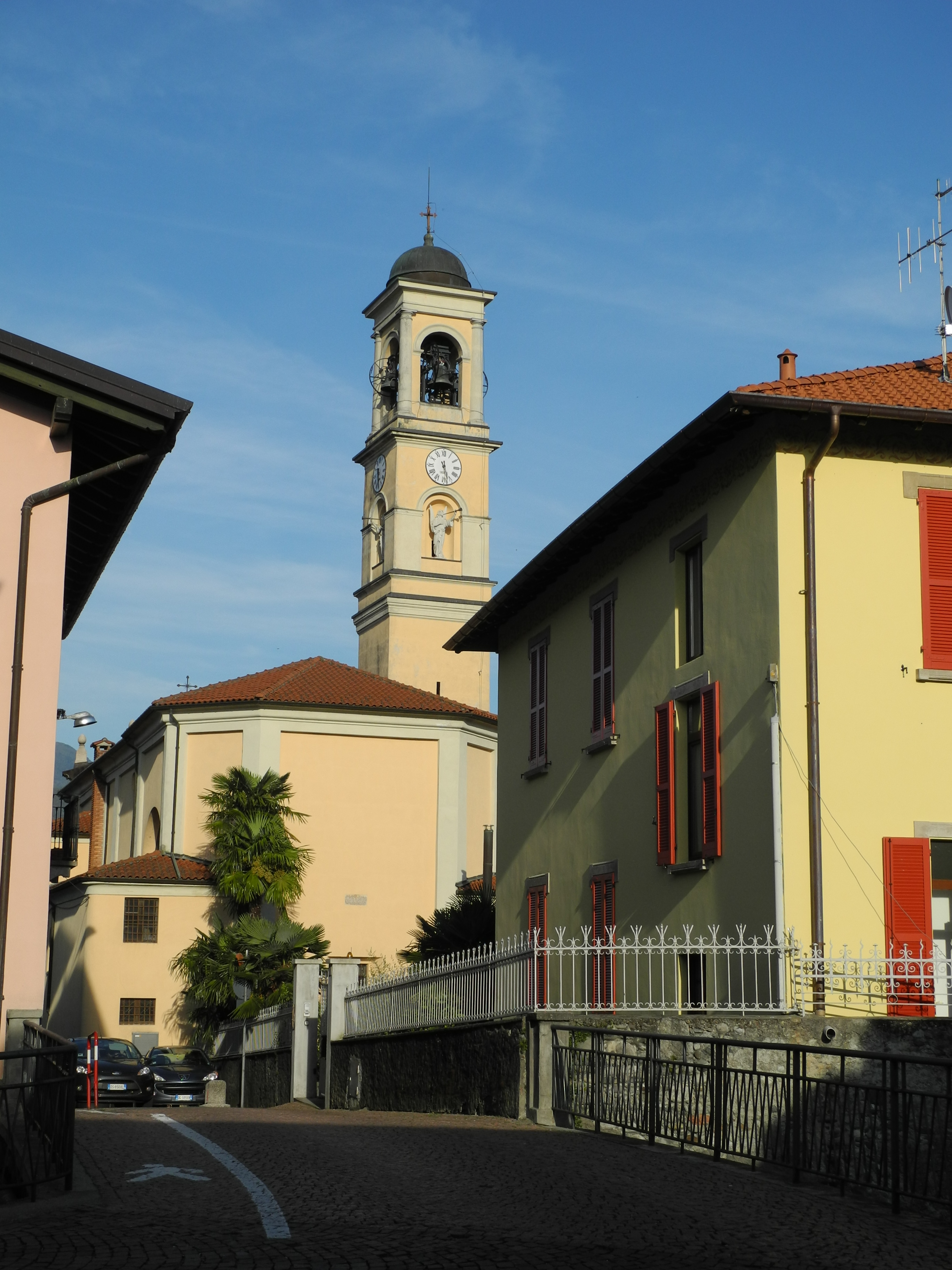
Pfarrkirche San Giovanni Battista

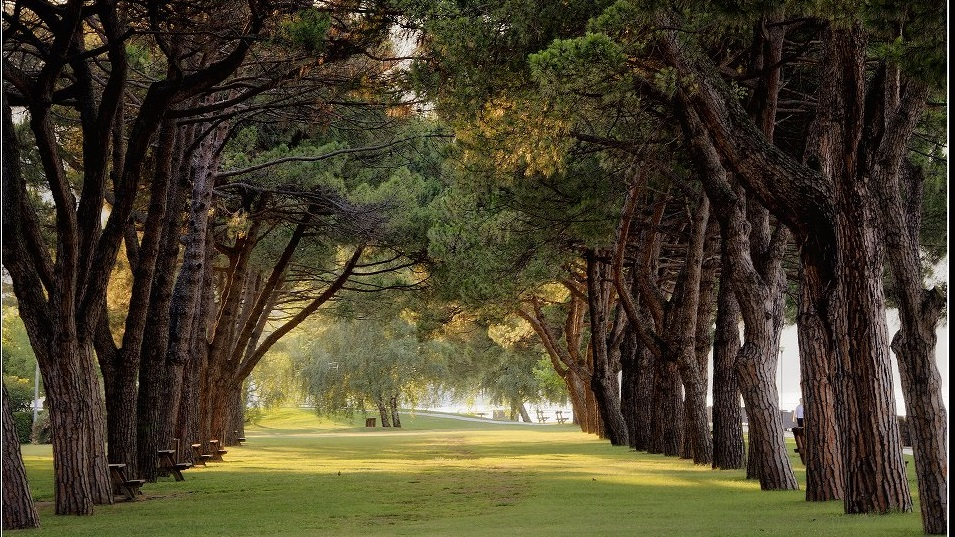
Naturpark

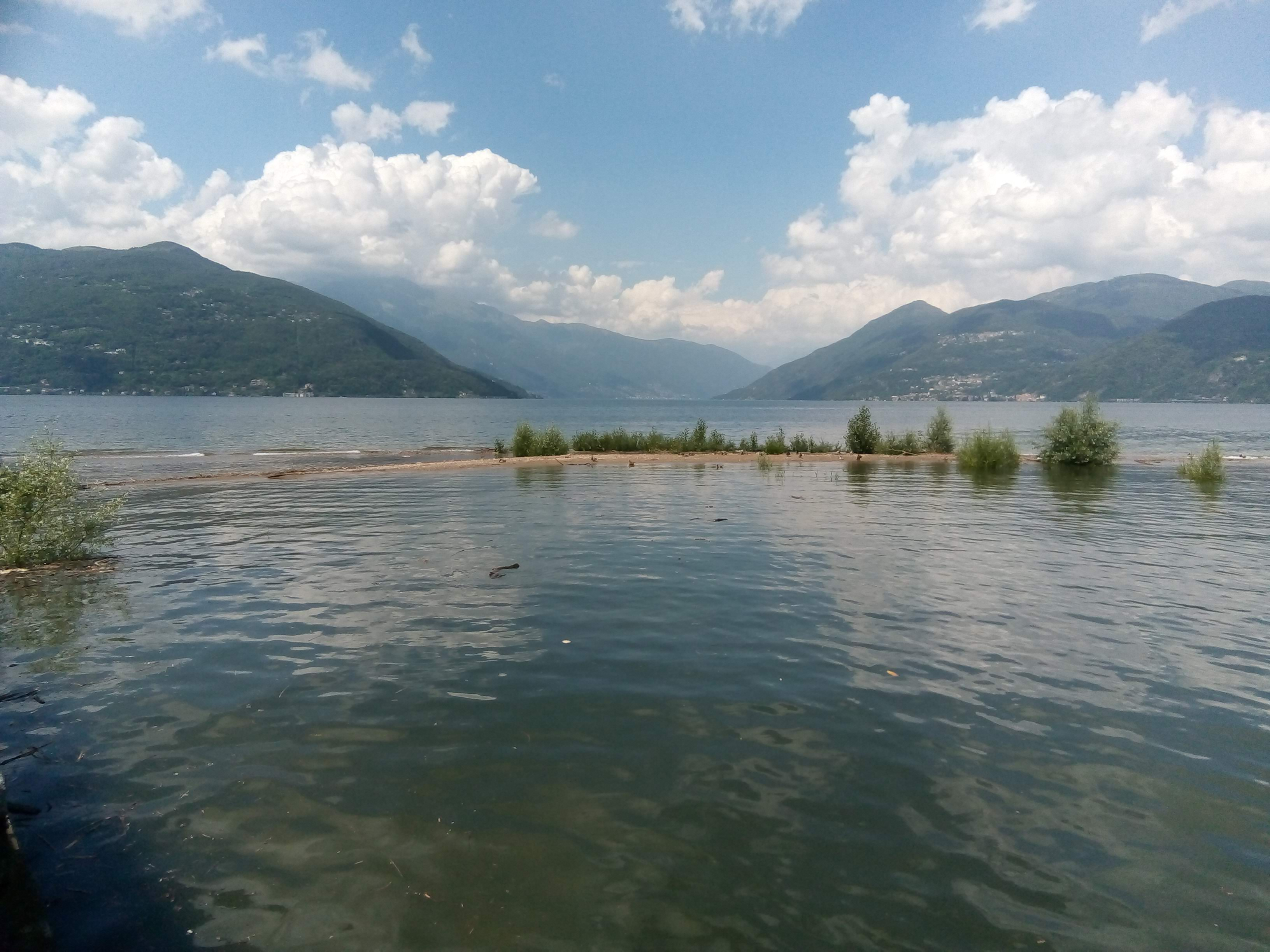
Mündung der Tresa

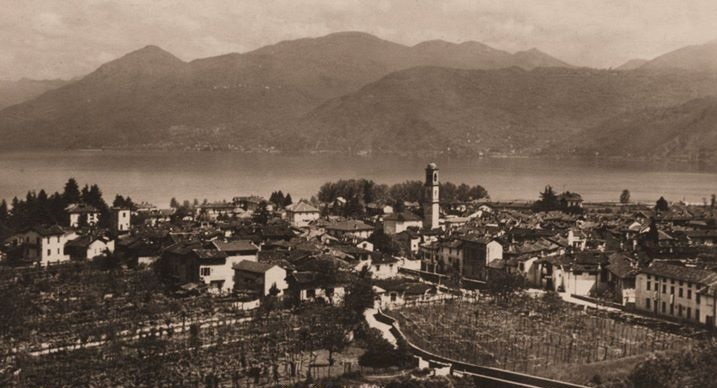
Germignaga, historische Aufnahme

Germignaga ist eine italienische Gemeinde (comune) in der Provinz Varese in der Region Lombardei.

## Geographie
Die Gemeinde liegt an der Mündung der Flüsse Tresa und Margorabbia am Lago Maggiore direkt neben Luino. Die bedeckt eine Fläche von 6 km². Zu Germignaga gehören die Fraktionen Ronchetto, Ronchi, Fornace, Casa Moro und Mirandola Nuova. Die Nachbargemeinden sind Brezzo di Bedero, Brissago-Valtravaglia, Cannero Riviera, Luino und Montegrino Valtravaglia.

## Geschichte
Die Entdeckung von Pfahlbauten und Gegenständen aus der Steinzeit und Bronzezeit hat gezeigt, dass das gesamte Verbano-Gebiet schon in prähistorischer Zeit bewohnt war und auch die Römer haben zahlreiche Spuren hinterlassen. Es gibt auch zahlreiche Spuren, die die Römer bei ihrem Durchzug durch diese Gebiete hinterlassen haben. Der alte Ortskern mit seinen charakteristischen Kopfsteinpflasterstraßen, der vom heutigen Seeufer zurückgesetzt ist, zeugt von der Antike des Dorfes; da es an der Mündung der Tresa liegt, hat sich das Gebiet im Laufe der Jahre durch die Anschwemmungen des Flusses allmählich verlängert.
Die erste urkundliche Erwähnung des Dorfes geht auf den 11. September 807 zurück: In einer Verkaufsurkunde wird Germignaga als zum Grafschaft Seprio gehörig erwähnt. Das Papier vermerkt folgende Umschrift: quinta in Germaniaca, in territorio civitatis Sebriensis. Zu dieser Zeit war Germignaga das Zentrum der Präfektur für das gesamte Tal. Dieses Privileg hielt sich über Hunderte von Jahren, so dass es noch in einer Urkunde über den Verkauf von Gütern aus dem Jahr 1174 zu finden ist, die in loco Bubiate geschrieben wurde, dessen Einsetzung in foro Zermaniaga stattfand.
Um das Jahr 1000 datiert die antike Festung von Germignaga, die sich auf dem heutigen Gelände des Friedhofs befindet. Sie muss noch in gutem Zustand gewesen sein, als im Jahr 1276 die Schlacht von Germignaga zwischen den Truppen von Ottone Visconti, die vom See kamen, und den Torriani stattfand. Von dieser Festung gibt es keine Spur mehr, da ihre Ruinen Ende des 19. Jahrhunderts für den Bau des Dammes entlang der Tresa verwendet wurden. Im 12. Jahrhundert wird in mehreren Dokumenten das Vorhandensein eines bedeutenden Monatsmarktes am intus forum erwähnt. Ein Pergament aus dem Jahr 1347, das im Archiv der Borromäer aufbewahrt wird, belegt das Vorhandensein einer Peschiera in Germignaga, die für die Ausbeutung der Fische des Sees ausgerüstet war.
Im Jahr 1397 wurde Germignaga Teil der neuen Grafschaft Angera. Im 15. Jahrhundert befand sich der Bau der Ferera di Zermignaga noch in der Planungsphase; sie sollte der industriellen Herstellung von Eisen und dessen Derivaten dienen und die Wasserwege zum Antrieb der Hämmer nutzen. Ebenfalls aus dem 15. Jahrhundert stammt das Wappen der Familie De Germignaga, das 1986 vom Stadtrat angenommen wurde und im Wappen von Stemmario Trivulziano abgebildet ist, das über 200 Wappen von Familien und Gemeinden des alten Herzogtums Mailand enthält. Im Jahr 1555 war sie ein wichtiges Zentrum für den Handel mit Holz, Kohle, Wein und Fisch.
Im Jahr 1928 verhängte die faschistische Regierung den Anschluss Germignagas an die Gemeinde Luino, eine Auferlegung, die von Germignaga nie akzeptiert wurde, so dass am Ende des Zweiten Weltkriegs eine Gruppe von Bürgern eine Unterschriftensammlung ins Leben rief, die dem Innenministerium vorgelegt wurde, um die Rückkehr zur Verwaltungsautonomie zu beantragen, die Ende 1947 gewährt wird.

## Bevölkerung
| Bevölkerungsentwicklung | Bevölkerungsentwicklung | Bevölkerungsentwicklung | Bevölkerungsentwicklung | Bevölkerungsentwicklung | Bevölkerungsentwicklung | Bevölkerungsentwicklung | Bevölkerungsentwicklung | Bevölkerungsentwicklung | Bevölkerungsentwicklung | Bevölkerungsentwicklung | Bevölkerungsentwicklung | Bevölkerungsentwicklung |
| ----------------------- | ----------------------- | ----------------------- | ----------------------- | ----------------------- | ----------------------- | ----------------------- | ----------------------- | ----------------------- | ----------------------- | ----------------------- | ----------------------- | ----------------------- |
| Jahr                    | 1861                    | 1881                    | 1901                    | 1921                    | 1951                    | 1971                    | 1981                    | 1991                    | 2001                    | 2011                    | 2021                    |                         |
| Einwohner               | 1005                    | 1302                    | 2587                    | 2395                    | 2755                    | 3560                    | 3232                    | 3356                    | 3596                    | 3724                    | 3842                    |                         |

## Sehenswürdigkeiten
- Die Pfarrkirche der Heiligen Johannes der Täufer und Rocco, deren alter Kern 1490 während einer Pestepidemie erbaut wurde, wurde 1835 zu ihrer heutigen Struktur erweitert. Die barocke Kirche beherbergt eine neoklassische Orgel aus dem Jahr 1852 von Francesco Carnisi.
- In der Nähe des Friedhofs befindet sich die Kirche San Giovanni, die früher eine Pfarrkirche war. Sie stammt aus den Jahren 1000–1100 und wurde im 17. und 18. Jahrhundert erweitert und lag innerhalb der mittelalterlichen Festung[23], die nach zwei Bränden kürzlich restauriert wurde.
- Die Kirche San Carlo, die 1664 zu Ehren des Heiligen Karl Borromäus mit Hilfe von Spenden der Bevölkerung erbaut wurde. Im Jahr 1841 wurde sie durch einen Blitzschlag teilweise zerstört und mit Hilfe einiger Gemeindemitglieder wieder aufgebaut.
- Natur- und Spielpark

## Persönlichkeiten
- Pier Giacomo Pisoni (1928–1991), Schriftsteller
- Renzo Villa (* 14. Juni 1941 in Luino; † 16. Dezember 2010 in Varese), TV-Moderator, Gründer der Antenna 3
- Enrico Prato (* 9. November 1945 in Luino), Bürgermeister von Germignaga (2004–2014) und ehemaliger Fußballspieler
- Marco Fazio (* 1982 in Luino), Dozent, Kunsthistoriker, Gemeindepräsident von Germignaga[2]
- Ambrogio Baira (* 27. Oktober 1923 in Germignaga; † 11. November 2004 in Mailand), Fußballspieler